# GJ 9827
GJ 9827 là một ngôi sao nằm trong chòm sao Song Ngư. Nó là một ngôi sao theo trình tự chính loại K với cường độ rõ ràng là 10.250. Nó cách Trái Đất khoảng 97 năm ánh sáng (30 Parsec), dựa trên thị sai.
Nó có 3 hành tinh quá cảnh được quan sát bởi tàu vũ trụ Kepler trong cuộc khảo sát K2 của họ. Kể từ tháng 10 năm 2017, đây là ngôi sao gần nhất được phát hiện có các ngoại hành tinh quá cảnh được tìm thấy bởi các nhiệm vụ Kepler hoặc K2. Các hành tinh (b, c, d) có bán kính bằng 1,62, 1,27 và 2,09 lần so với Trái Đất và các khoảng thời gian 1,209, 3.648 và 6.201 ngày (tỷ lệ 1: 3: 5). Do khoảng cách gần, hệ thống được coi là mục tiêu tuyệt vời để nghiên cứu khí quyển của các ngoại hành tinh.
Vào cuối năm 2017, khối lượng của cả ba hành tinh đã được xác định bằng Máy quang phổ tìm kiếm hành tinh trên Kính viễn vọng Magellan II. Hành tinh b được phát hiện là rất giàu sắt, hành tinh c dường như chủ yếu là đá và hành tinh d là một hành tinh giàu loại hình biến động. GJ 9827b được ghi nhận là một trong những hành tinh dày đặc nhất được tìm thấy, với khối lượng chứa khoảng ≥50% sắt.
Các phép đo vận tốc xuyên tâm chính xác hơn được phát hành vào cuối tháng 2 năm 2018 cho thấy cả ba hành tinh có mật độ đều thấp hơn Trái Đất và có một số lượng chất bay hơi trong các chế phẩm của chúng. GJ 9827b và c chủ yếu là đá với các phong bì dễ bay hơi rất mỏng, trong khi GJ 9827d gần giống với Sao Hải Vương nhỏ. Với khối lượng khoảng 1,5 M  GJ 9827c là một trong những hành tinh khổng lồ nhất được phát hiện với vận tốc xuyên tâm.
| Thiên thể đồng hành (thứ tự từ ngôi sao ra) | Khối lượng      | Bán trục lớn (AU)  | Chu kỳ quỹ đạo (ngày)       | Độ lệch tâm | Độ nghiêng       | Bán kính        |
| ------------------------------------------- | --------------- | ------------------ | --------------------------- | ----------- | ---------------- | --------------- |
| b                                           | 374+050 −048 M🜨 | 00211+00031 −00029 | 12089819+00000087 −00000090 | —           | 880+11 −19°      | 162+017 −016 R🜨 |
| c                                           | 147+059 −058 M🜨 | 00440+00065 −00060 | 3648086+0000063 −0000060    | —           | 8927+051 −10°    | 127+013 −013 R🜨 |
| d                                           | 238+071 −069 M🜨 | 00627+00092 −00085 | 6.201472 ± 0.000061         | —           | 87722+0077 −025° | 209+022 −021 R🜨 |